# Kayabaşı, Türkeli
Kayabaşı là một xã thuộc huyện Türkeli, tỉnh Sinop, Thổ Nhĩ Kỳ. Dân số thời điểm năm 2011 là 538 người.